# 和坪郡
和坪郡（：／ Hwaphyŏng gun */?）是朝鮮民主主義人民共和國慈江道的一個郡，位於該道东部。

## 地理
本郡东邻兩江道金亨稷郡、南邻狼林郡和長江郡、西和北邻慈城郡。

## 历史
本郡在1952年的行政区划重编中，由慈城郡和厚昌郡(现金亨稷郡)分割一部分合并而成。
2022年2月，美国战略与国际研究中心公开发表报告称，朝鲜在和坪郡桧中里建有导弹基地，可能部署洲际弹道导弹或中程弹道导弹。报告推测此基地建设工程开始于2003年之前，可能自1990年代末期开建。

## 行政区划
现时本郡下辖:
- 和坪邑(화평읍)
- 梨坪里(리평리)
- 榛松里(진송리)
- 松德里(송덕리)
- 檜中里(회중리)
- 陽溪里(양계리)
- 街林里(가림리)
- 街山勞動者區(가산노동자구)
- 長白勞動者區(장백노동자구)
- 富南里(부남리)
- 中興勞動者區(중흥노동자구)
- 黑水里(흑수리)
- 小北里(소북리)
- 大興里(대흥리)